# Diakonie Hessen
Das Diakonische Werk in Hessen und Nassau und Kurhessen-Waldeck e.V., kurz Diakonie Hessen, ist als Werk der Kirche Mitglieder- und Spitzenverband für das evangelische Sozial- und Gesundheitswesen auf dem Gebiet der Evangelischen Kirche in Hessen und Nassau (EKHN) und der Evangelischen Kirche von Kurhessen-Waldeck (EKKW). Der Landesverband mit Landesgeschäftsstellen in Frankfurt am Main und Kassel ist außerdem Träger des Evangelischen Fröbelseminars in Kassel und Korbach sowie der Evangelischen Freiwilligendienste in Kassel, Frankfurt und Marburg.

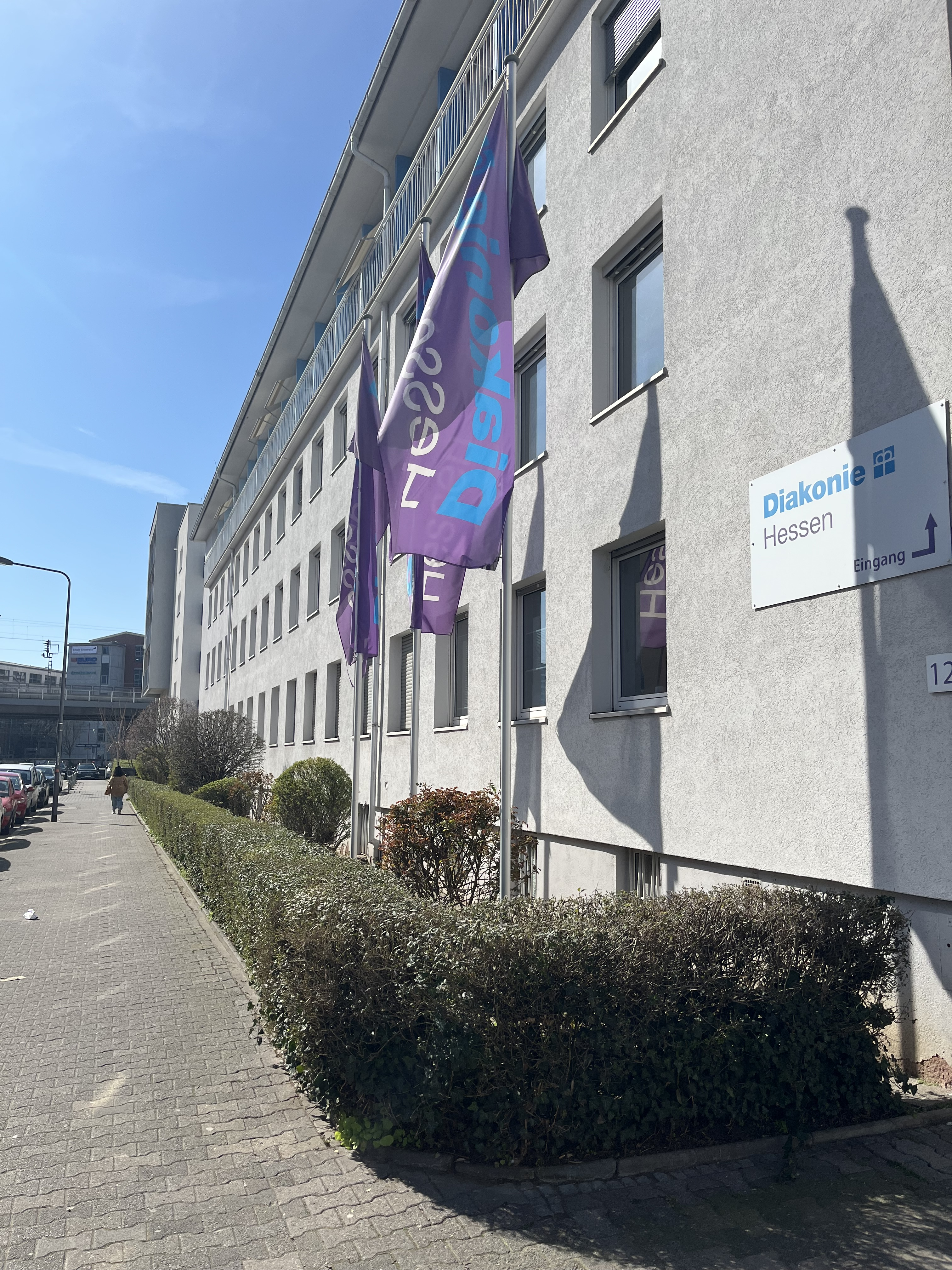
Der Landesverband Diakonie Hessen am Standort Frankfurt

Die Diakonie Hessen übernimmt mit ihren Mitgliedern soziale Aufgaben in Hessen, Teilen von Rheinland-Pfalz und im thüringischen Schmalkalden.

## Geschichte
2013 ging die Diakonie Hessen aus der Fusion des Diakonischen Werks in Hessen und Nassau und des Diakonischen Werks von Kurhessen-Waldeck hervor.
Zugleich wurde die Stiftung, die 2005 vom Diakonischen Werk in Hessen und Nassau gegründet wurde, zur Stiftung Diakonie Hessen.
2016 kam es über die Kirchengrenzen hinweg erstmals zum Zusammenschluss zweier Regionalen Diakonische Werke zum Regionalen Diakonischen Werk Marburg-Biedenkopf. 2017 wird eine Vertretung der Diakonie Hessen im Evangelischen Büro Hessen am Sitz der Landesregierung eingerichtet.

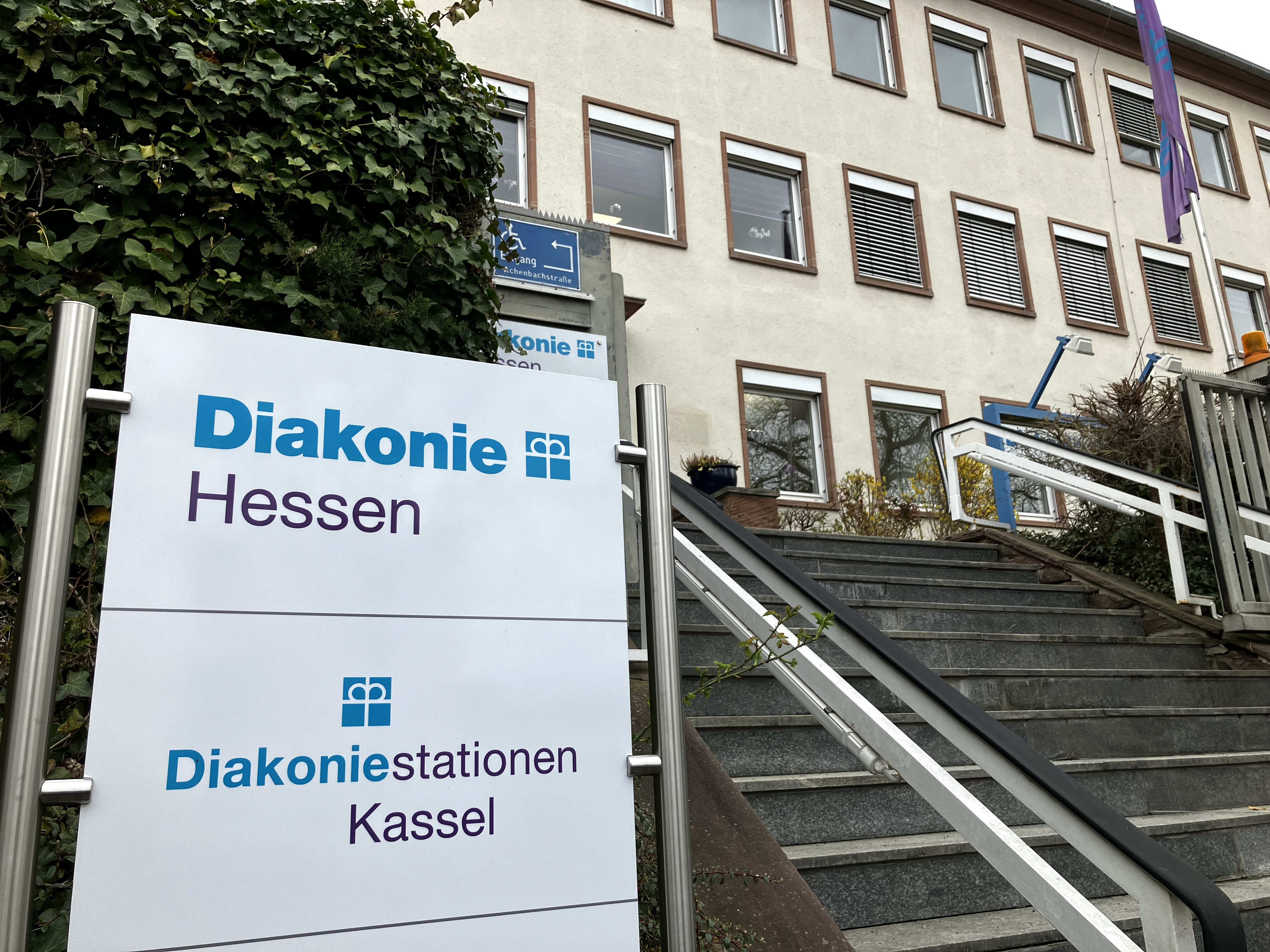
Der Landesverband Diakonie Hessen am Standort Kassel

Bis Oktober 2021 war die Diakonie Hessen Träger der Regionalen Diakonischen Werke auf dem Gebiet der Evangelischen Kirche in Hessen und Nassau. Diese Diakonischen Werke wurden 2021 in eine eigens zu diesem Zweck gegründete Tochtergesellschaft, der RDW HN – Regionale Diakonische Werke in Hessen und Nassau gGmbH überführt. Diese Gesellschaft ist seit dem 1. Januar 2023 eine privatrechtliche Einrichtung der EKHN und wurde umbenannt in Regionale Diakonie in Hessen und Nassau gGmbH (RDHN gGmbH). Die RDHN gGmbH ist Mitglied der Diakonie Hessen. Im Gebiet der Evangelischen Kirche von Kurhessen-Waldeck sind die Regionalen Diakonischen Werke weiterhin in Trägerschaft der Landeskirche.

## Zahlen und Fakten
In den Landesgeschäftsstellen in Frankfurt und Kassel, im Evangelischen Fröbelseminar und in den Evangelischen Freiwilligendiensten sind rund 300 Mitarbeitende tätig. Dazu kommen ca. 550 Freiwillige, die sich in einem Sozialen Jahr oder Bundesfreiwilligendienst einbringen. Als Mitgliederverband gehören der Diakonie Hessen rund 440 Rechtsträger an. Dabei handelt es sich um privatrechtlich organisierte Vereine, Stiftungen und gemeinnützige Gesellschaften sowie die Dekanate der EKHN, Kirchenkreise der EKKW und kirchliche Zweckverbände. Über die Kirchenkreise im Gebiet der EKKW und die gemeinnützige Tochtergesellschaft RDHN gGmbH der EKHN gehören auch die Diakonischen Werke zur Diakonie Hessen. Zusammen beschäftigen sie rund 44.000 Mitarbeitende. (Stand Juli 2024)

## Arbeitsfelder
Die Diakonie Hessen und ihre Mitglieder setzen sich für Menschen ein, die am Rande der Gesellschaft stehen, die auf Hilfe angewiesen oder benachteiligt sind. Neben der tätigen Hilfe versteht sich die Diakonie als Anwältin der Menschen, die Unterstützung benötigen, und benennt öffentlich die Ursachen von sozialer Not gegenüber Politik und Gesellschaft. Die Diakonie Hessen setzt sich unter anderem in diesen sozialen Feldern und Themen ein:
- Armut und Beteiligung
- Bildung und Arbeit
- Engagement und Zivilgesellschaft
- Frauen, Familie und Kinder
- Flucht und Migration
- Gesundheit, Alter und Pflege
- Interkulturelle Arbeit
- Suchthilfe
- Sterben und Trauer
- Teilhabe und Inklusion

Außerdem engagiert sich die Diakonie Hessen über den Evangelischen Freiwilligendienst für soziales und ökologisches Engagement und über das Evangelische Fröbelseminar für die pädagogische Ausbildung im Sinne von Friedrich Fröbel.

## Mitglieder und soziales Angebot
Insgesamt bietet die Diakonie Hessen über ihre etwa 440 Mitglieder fast 2.200 Angebote für die Pflege, Betreuung und Beratung sowie für die Aus-, Fort- und Weiterbildung in den Bereichen der Kinder-, Jugend- und Familienhilfe, in der Alten- und Krankenhilfe, Behinderten-, Eingliederungs- und Suchthilfe, Migrations- und Flüchtlingsberatung sowie in der Beratung von Menschen in besonderen sozialen Situationen an. (Stand Juli 2024)

## Struktur und Aufgabe
Die Diakonie Hessen ist als Verband mit zwei Landesgeschäftsstellen – eine in Kassel und eine in Frankfurt – organisiert. Der Landesverband wird von drei Organen verwaltet: der Mitgliederversammlung, dem Aufsichtsrat und dem Vorstand.
Die Vertreter der Mitglieder der Diakonie Hessen bilden die Mitgliederversammlung, das in der Regel einmal im Jahr tagende Organ des evangelischen Wohlfahrtsverbandes. Diese entscheidet etwa über die Grundsätze des Werks, über Satzungsänderungen, wählt den Aufsichtsrat und entlastet den Vorstand.
Der Aufsichtsrat der Diakonie Hessen setzt sich zusammen aus zwölf von der Mitgliederversammlung für die Dauer von fünf Jahren gewählten Mitgliedern. Außerdem entsenden die beiden Evangelischen Kirchen jeweils drei Personen sowie der Gesamtausschuss der Mitarbeitendenvertretung zwei Personen in den Aufsichtsrat. Der/die Vorsitzende und der/die stellvertretende Vorsitzende der Mitgliederversammlung gehören dem Aufsichtsrat mit beratender Stimme an. Der Aufsichtsrat überwacht die Tätigkeit des Vorstandes.
Der Vorstand leitet die Diakonie Hessen nach Maßgabe der von der Mitgliederversammlung und dem Aufsichtsrat beschlossenen Grundsätze und Richtlinien. Er führt die laufenden Geschäfte und setzt die Beschlüsse um, die die anderen Organe im Rahmen ihrer Zuständigkeit getroffen haben. Dem Vorstand des Landesverbandes gehören derzeit Pfarrer Carsten Tag (Vorstandsvorsitzender) und Dr. Harald Clausen an.

## Mitgliedschaften
Die Diakonie Hessen ist Mitglied im Bundesverband der Diakonie, dem "Evangelischen Werk für Diakonie und Entwicklung". 
Außerdem ist die Diakonie Hessen als Spitzenverband Teil der Liga der Freien Wohlfahrtspflege in Hessen, Rheinland-Pfalz und Thüringen.